# Prawo sylaby otwartej
Prawo sylaby otwartej – prawo fonetyczne języka prasłowiańskiego, zgodnie z którym każda sylaba w wyrazie kończyła się samogłoską. 
Prawo to obowiązywało także w klasycznym okresie języka staro-cerkiewno-słowiańskiego i w innych językach słowiańskich do XI–XII w. Odnosiło się do każdej sylaby – nagłosowej (na początku wyrazu), śródgłosowej i wygłosowej (na końcu wyrazu). Ośrodkiem sylaby mogły być samogłoski pełne, samogłoski zredukowane (jery) oraz w określonych warunkach sonanty, tj. zgłoskotwórcze spółgłoski płynne. Ich zgłoskotwórczy charakter oddawano w zapisie poprzez dodanie znaków jerów (ь, ъ), które jednak w tym konkretnym przypadku miały wartość tylko graficzną, stąd sl̥nьce = slъnьce.
Przykłady podziału sylabowego:
- wyrazy jednosylabowe: a, my, kъ, tri
- wyrazy dwusylabowe: že-na, pь-sъ, sy-nъ, ko-stь, da-ti, vl̥-kъ (lub vlь-kъ)
- wyrazy trzysylabowe: o-tь-cь, bь-ra-ti, sъ-mr̥-tь (lub sъ-mrь-tь)[1].

Podział wyrazów na sylaby nie musi pokrywać się z podziałem morfologicznym (słowotwórczym i fleksyjnym uwzględniającym prefiksy, sufiksy i rdzeń), np. sъ-věd-ě-tel’–ьstv-o.
Wyrazy z sylabami zamkniętymi odziedziczone z języka praindoeuropejskiego były w różny sposób zastępowane przez sylaby otwarte. Odbywało się to poprzez:
- zanik (redukcję) spółgłosek wygłosowych, np. pie. *gʰŏstĭs > psł. *gostь > pol. gość; pie. dŏmŭs > psł. *domъ > pol. dom[4]
- monoftongizację dyftongów (przejście dwugłosek w jednogłoski). Dotyczyło to dyftongów ai̯, oi̯, ei̯, au̯, ou̯, eu̯ w pozycji przed spółgłoską lub w wygłosie[2], np. pie. sei̯tos > psł. sito > pol. sito[3]
- powstanie samogłosek nosowych ę, ǫ poprzez monoftongizację połączeń dyftongicznych złożonych z samogłoski i spółgłoski nosowej, np. pie. *ǵómbʰos > psł. zǫbъ > pol. ząb[3]

Ponadto pod wpływem tego prawa dokonała się:
- przestawka w nagłosowych grupach *orT–, *olT–[2] (gdzie T oznacza dowolną spółgłoskę[4]), np. psł. ordlo > scs. ralo, pol. radło[2]
- przestawka w grupach typu *TorT, *TolT, *TerT, *TelT[2]. Likwidacja zamkniętych sylab w tego typu wyrazach dokonywała się w różny sposób w różnych językach słowiańskich. Porównaj psł. *golva, litewskie galva, z zachodniosłowiańskimi głowa, wschodniosłowiańskimi gołowa i południowosłowiańskimi (oraz czeskim i słowackim) glava (hlava)[3].

W późniejszym okresie języka staro-cerkiewno-słowiańskiego oraz w innych językach słowiańskich zostało zniesione prawo otwartej sylaby, głównie w wyniku zaniku jerów słabych. Przykładowo w prasłowiańskim wyrazie *pь̥sъ̯ jer mocny w wyniku wokalizacji jerów zmienił się w polszczyźnie w ’e (e zmiękczające poprzedzającą spółgłoskę), a jer słaby zanikł całkowicie, stąd współczesna forma pies.